# Filipova Hora
Filipova Hora (německy Philippsberg, odtud lidově Flicperk) je malá vesnice, část obce Tlumačov v okrese Domažlice v Plzeňském kraji. Nachází se asi 2,5 kilometru jižně od Tlumačova. Je zde evidováno 38 adres. V roce 2011 zde trvale žilo 39 obyvatel.
Filipova Hora leží v katastrálním území Tlumačov u Domažlic o výměře 11,87 km².

## Historie
První písemná zmínka o vesnici pochází z roku 1789.

## Obyvatelstvo
| Rok            | 1869 | 1880 | 1890 | 1900 | 1910 | 1921 | 1930 | 1950 | 1961 | 1970 | 1980 | 1991 | 2001 | 2011 | 2021 |
| -------------- | ---- | ---- | ---- | ---- | ---- | ---- | ---- | ---- | ---- | ---- | ---- | ---- | ---- | ---- | ---- |
| Počet obyvatel | 85   | 136  | 194  | 133  | 157  | 159  | 149  | 92   | 91   | 70   | 44   | 41   | 38   | 39   | 49   |
| Počet domů     | 10   | 19   | 25   | 20   | 28   | 28   | 29   | 28   | 28   | 21   | 16   | 19   | 23   | 28   | 33   |